# Pantla
Pantla är en ort i Mexiko.   Den ligger i kommunen Zihuatanejo de Azueta och delstaten Guerrero, i den södra delen av landet, 300 km sydväst om huvudstaden Mexico City. Pantla ligger 25 meter över havet och antalet invånare är 3 917.
Terrängen runt Pantla är platt åt sydväst, men åt nordost är den kuperad. Havet är nära Pantla åt sydväst. Runt Pantla är det ganska tätbefolkat, med 78 invånare per kvadratkilometer. Närmaste större samhälle är Zihuatanejo, 13,8 km sydost om Pantla. Omgivningarna runt Pantla är en mosaik av jordbruksmark och naturlig växtlighet.